# Tätnatar
Tätnatar (Groenlandia) är ett släkte av nateväxter som beskrevs av Jacques Étienne Gay. Tätnatar ingår i familjen nateväxter.
Släktet innehåller bara arten Groenlandia densa.

## Bildgalleri

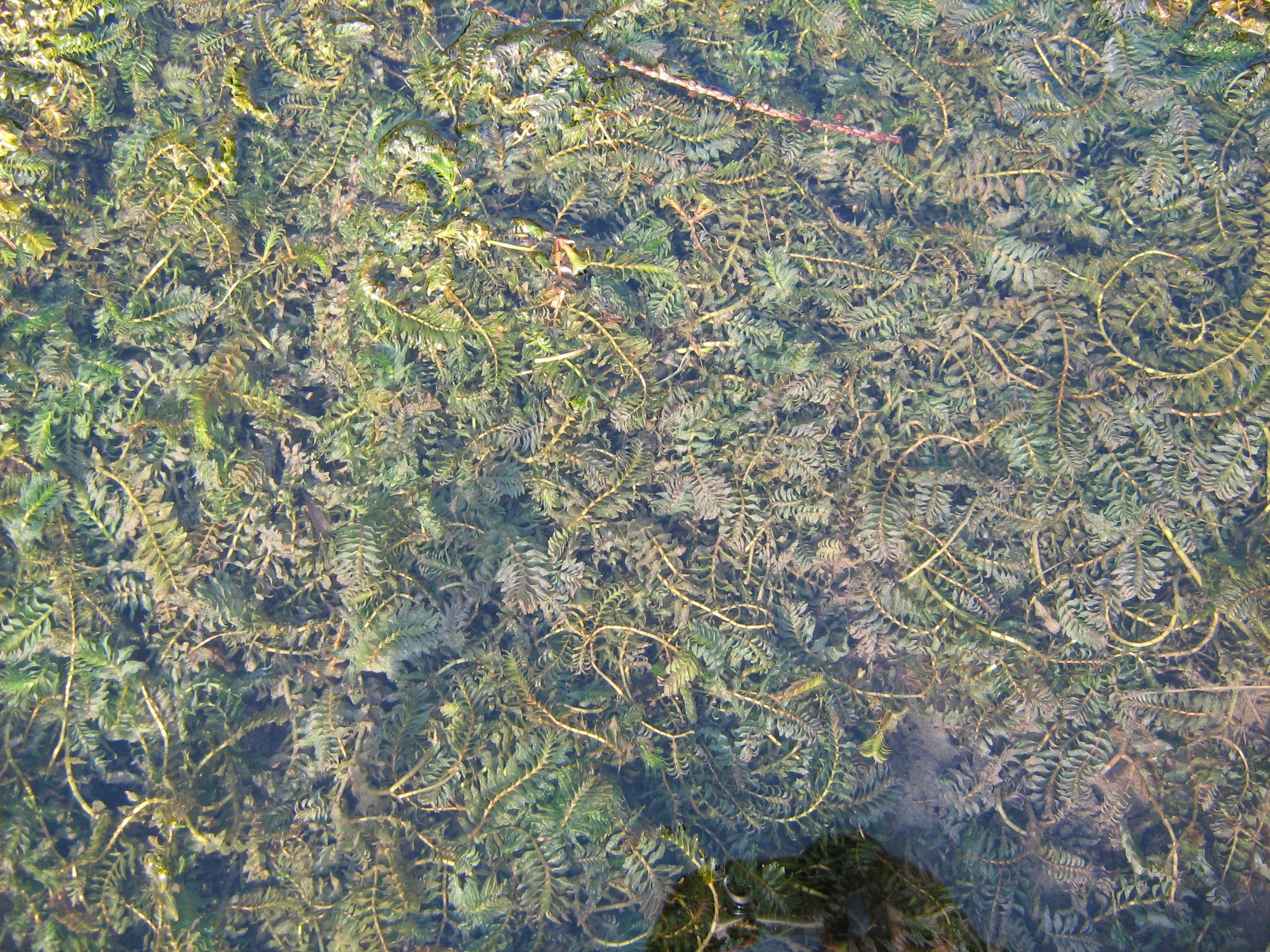
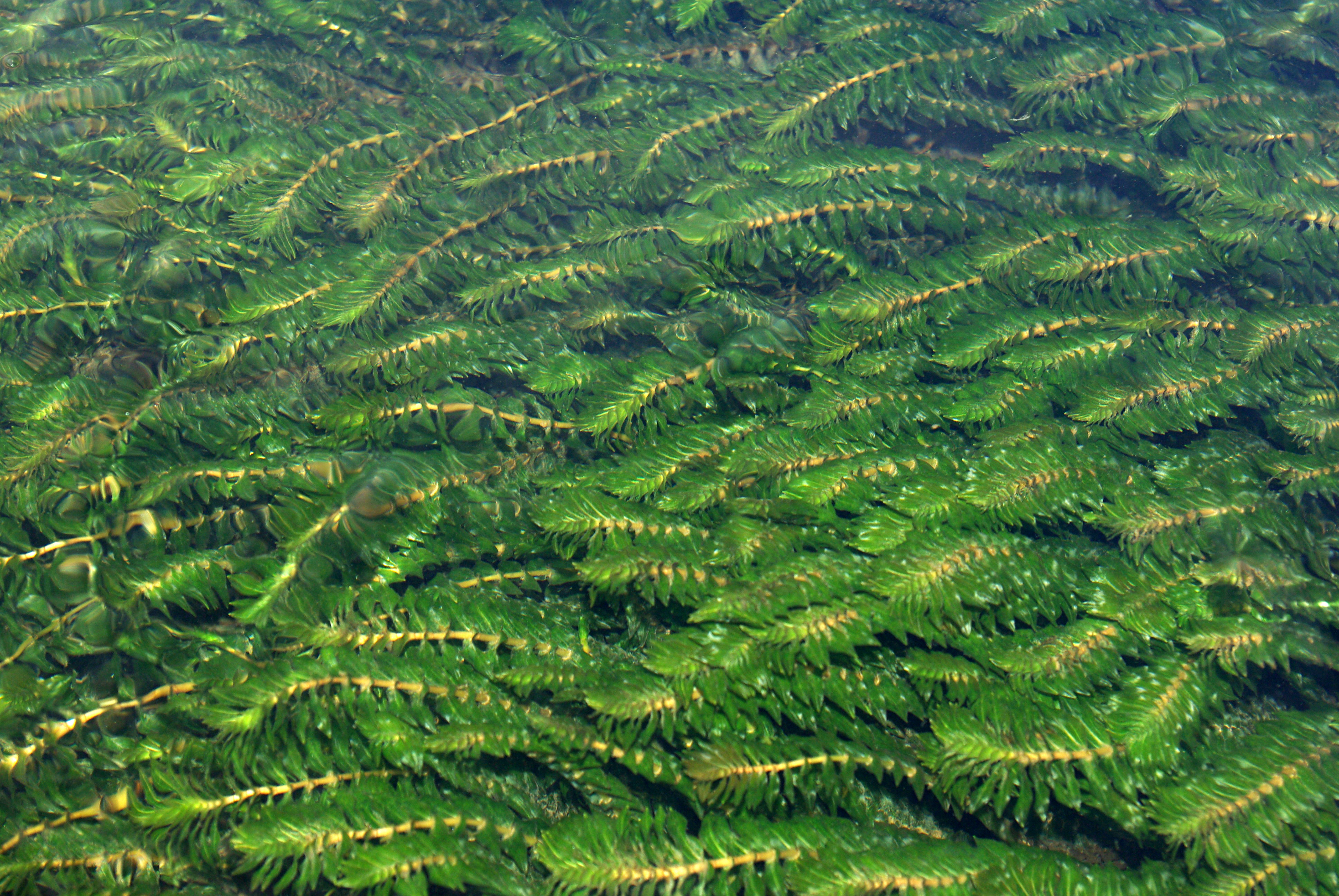
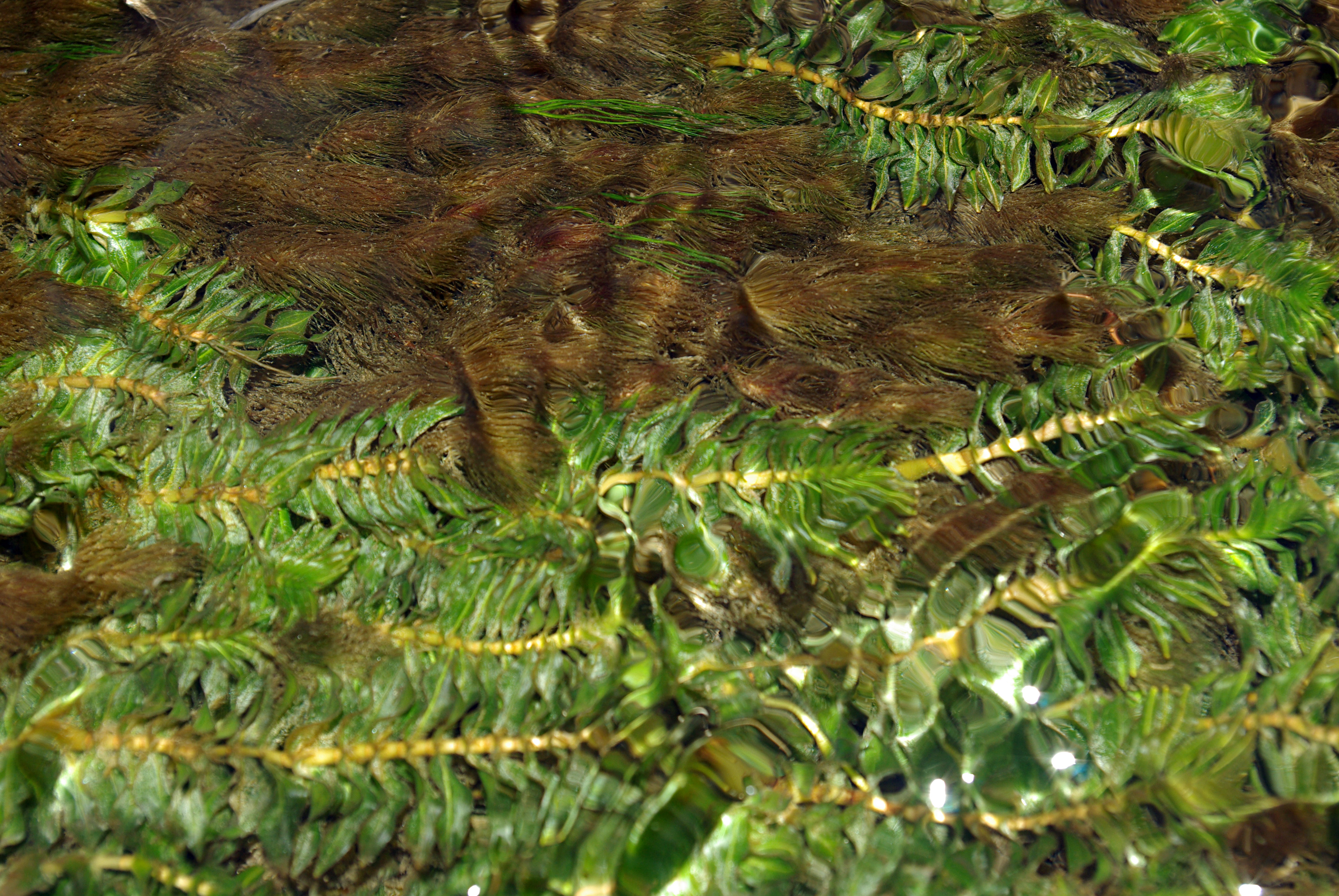
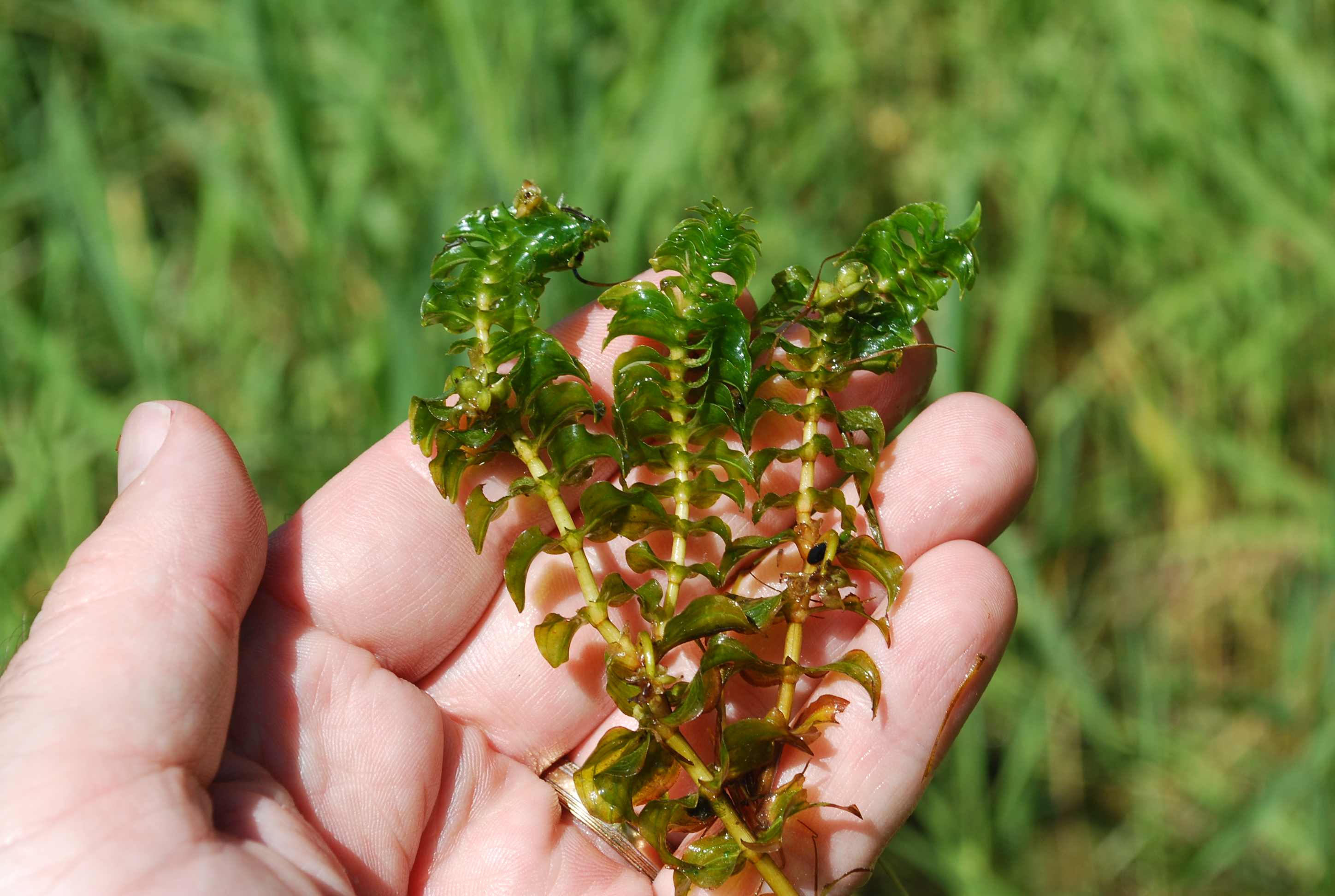
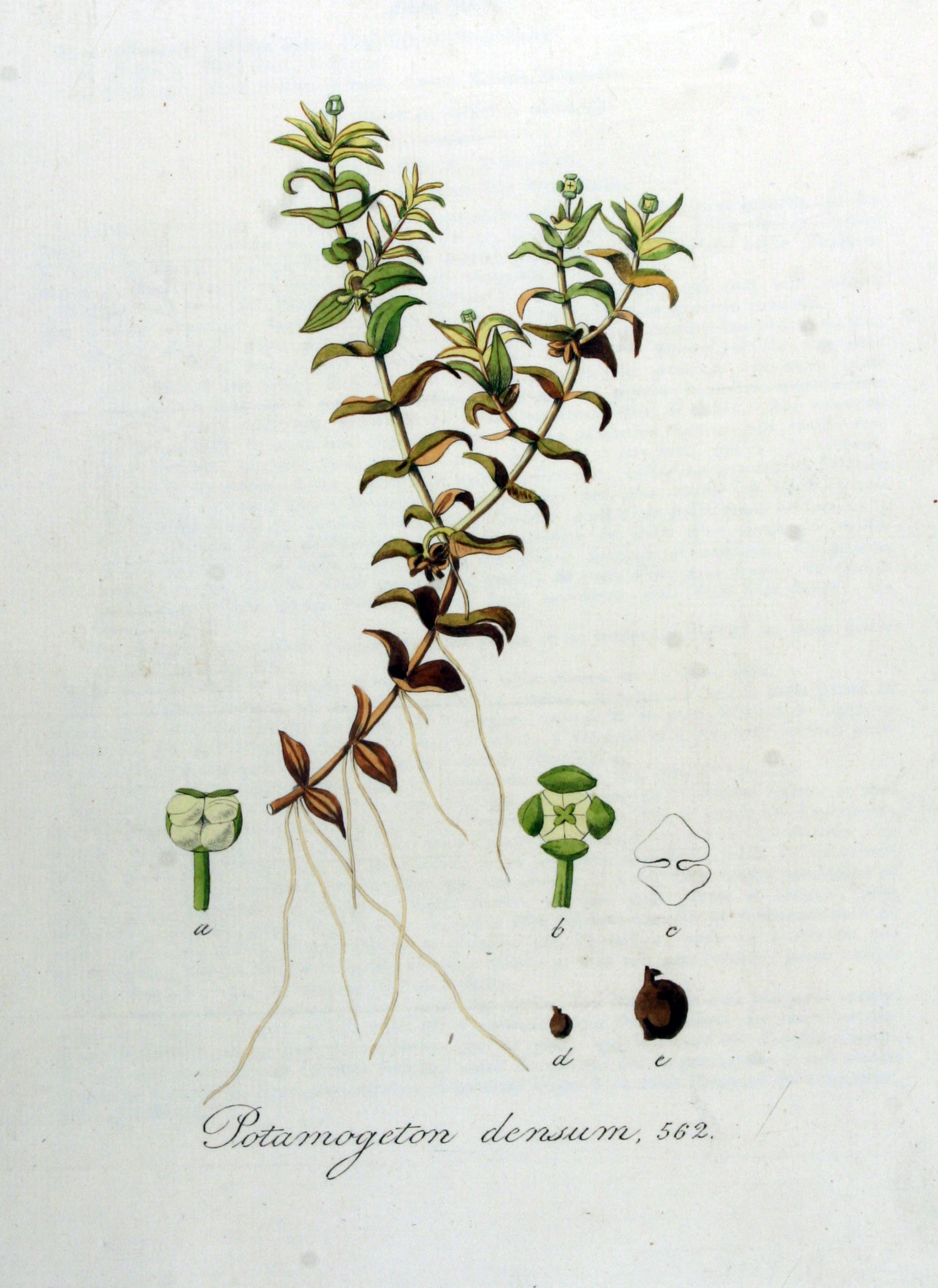